# Franz Reichelt
Franz Karl Reichelt (Wegstädtl, 16 ottobre 1878 – Parigi, 4 febbraio 1912) è stato un inventore austriaco, conosciuto anche come il «sarto volante».

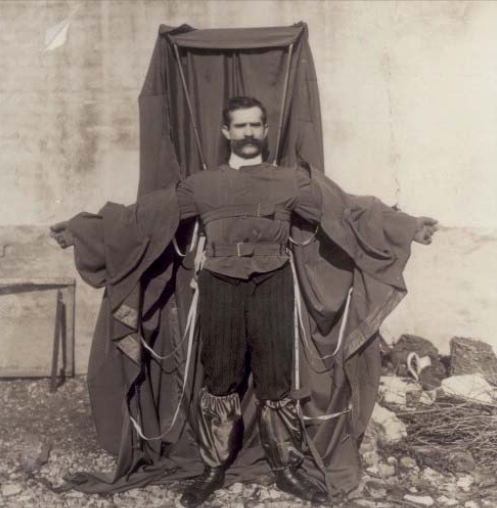
Franz Reichelt con indosso il suo paracadute.

Di mestiere sarto, Reichelt è conosciuto per la morte accidentale, filmata dai giornalisti, mentre tentava di volare lanciandosi dal lato interno del primo piano della Torre Eiffel (a 60 m da terra) con un paracadute di sua invenzione. Erano le 8:30 del mattino e Reichelt, salito su di uno sgabello posto vicino alla spalletta, dopo qualche esitazione si lanciò nel vuoto. Fu il primo a tentare questa ardua impresa, ma il paracadute non si aprì e l'uomo si sfracellò al suolo. Alcune fonti riportano che non sarebbe stato l'urto a essere fatale all'uomo; secondo un'autopsia, infatti, Reichelt avrebbe impattato il suolo già cadavere, morto durante la caduta per un attacco cardiaco.

## Prime sperimentazioni

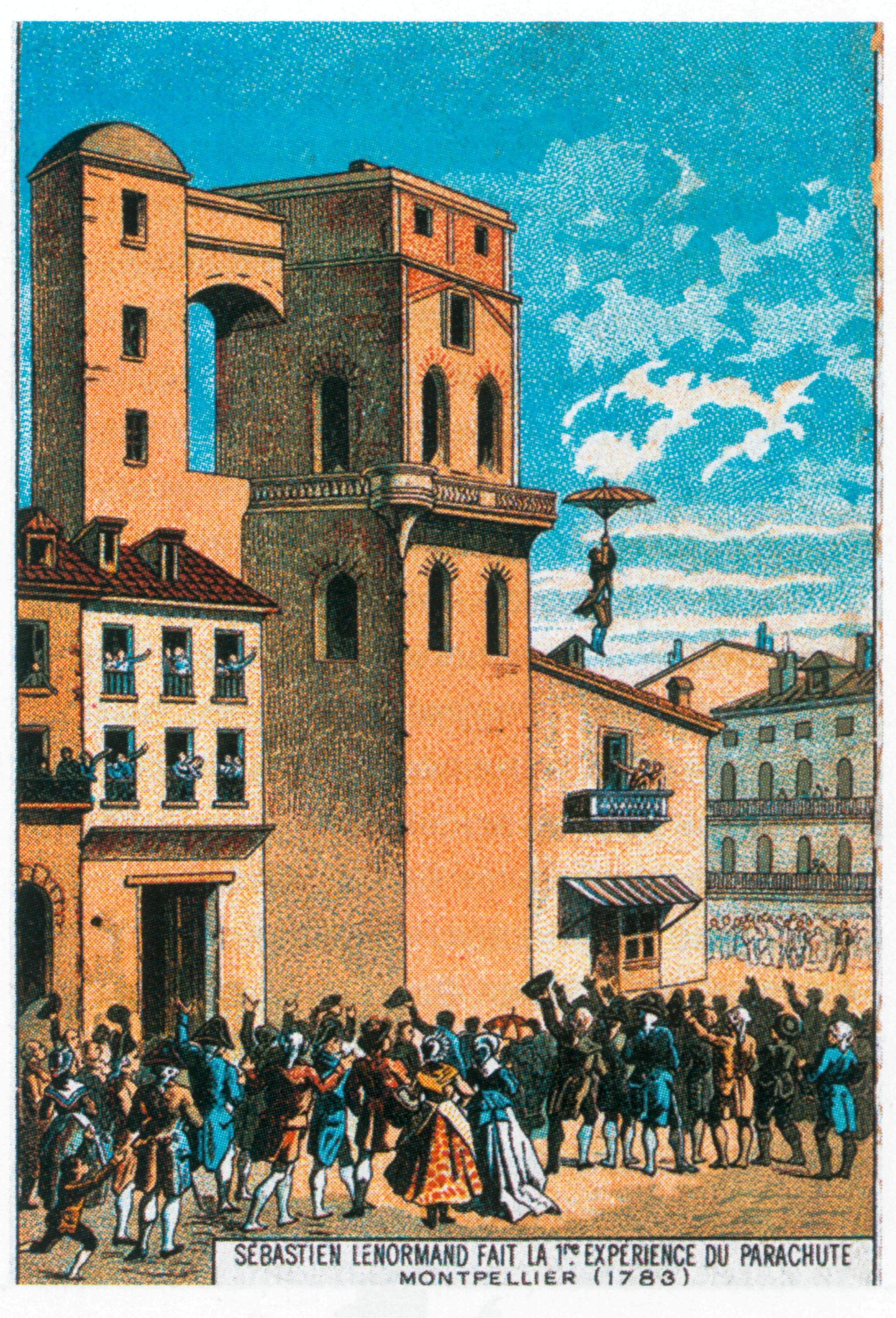
Louis-Sébastien Lenormand mentre si lancia dalla torre dell'Osservatorio di Montpellier con l'ausilio della sua invenzione

Franz Reichelt nacque a Wegstädtl nel 1878 e si trasferì a Parigi nel 1898, dove aprì al numero 8 di Rue Gaillon un elegante negozio di abbigliamento femminile, che parve riscuotere un discreto successo tra le signore austriache in visita alla Ville Lumière. Alla propria mercatura affiancò, nel luglio 1910, la passione mai sopita dell'aviazione, sviluppando una tuta-paracadute, ovvero un abito che - in caso di caduta - si apriva come un deltaplano, assicurando una discesa lieve e sicura. Questo dispositivo era già stato timidamente abbozzato da Louis-Sébastien Lenormand, che nel Settecento si era lanciato con successo dalla torre dell'Osservatorio di Montpellier, planando con un ampio telo di stoffa collegato a un telaio in legno. Questa sorta di paracadute ante litteram venne ripreso da Charles Broadwick, che inventò un paracadute simile a quelli attuali, riposto in un involucro e apribile con la trazione di una piccola cordicella.
Una volta messo a punto il dispositivo, Reichelt effettuò diversi lanci di prova con dei manichini che, gettati dal quinto piano del suo palazzo con indosso la tuta, atterravano dolcemente al suolo. Incoraggiato dal successo di questi collaudi, il sarto subito tentò di sviluppare una versione di questa tuta praticabile per l'uomo, andando tuttavia incontro a diverse difficoltà. Il dispositivo, infatti, pesava ben 70 chili e aveva una calotta frenante insufficientemente robusta: queste criticità furono notate anche dall'Aéro-Club de France, che bocciò l'iniziativa di Reichelt e gli suggerì di interrompere le sue ricerche. Imperterrito, il sarto continuò a perfezionare il design della propria tuta, ma invano: tutti i manichini che gettava dal proprio balcone, infatti, battevano violentemente al suolo riducendosi in mille pezzi. L'Ouest-Éclair ci attesta addirittura che Reichelt provò in prima persona la sua invenzione, saltando da un'altezza di 8-10 metri: anche questo collaudo, tuttavia, fallì miseramente (la caduta, per fortuna, fu attutita da un covone di fieno).
Stimolato da un concorso indetto dallo stesso Aéro-Club de France, Reichelt portò a compimento un prototipo del proprio paracadute che pesava venticinque chili, e con un'apertura alare di ben 12 m2. A questo punto, egli riversò la responsabilità dei propri fallimenti alle scarse altezze alle quali venivano eseguiti i test: per questo motivo, chiese l'autorizzazione di saggiare l'efficacia del paracadute direttamente dalla torre Eiffel.

## Il salto dalla Torre Eiffel

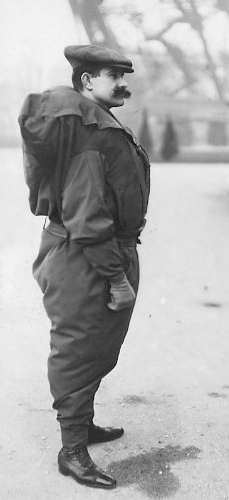
Reichelt prima della tragica morte

Fu nel febbraio 1912 che Reichelt comunicò ai giornali di avere l'intenzione di sperimentare il paracadute direttamente dalla prima piattaforma della torre Eiffel, così da dimostrare il valore della propria invenzione.
Reichelt fissò l'appuntamento al 4 febbraio, alle sette di mattina. Quella domenica fu accompagnato alla Torre in automobile da due suoi amici, con già la tuta indosso: ormai era riuscito a ridurre il suo peso a 9 chili, ampliando la vela a ben 30 m2. All'evento, presenziato dalla polizia, presero parte solo una trentina di persone; il clima era infatti gelido, con temperature inferiori a 0 °C, con una fredda brezza che spirava sul Champ de Mars.
Quando Reichelt salì sulla torre Eiffel, tuttavia, fu chiaro a tutti che egli non aveva affatto intenzione di usare dei manichini per il lancio, ma che intendeva collaudare la sua invenzione su sé stesso. La sorpresa di quei momenti è descritta in maniera molto vivida dal quotidiano Le Gaulois: «Ci si stupì un po' di non vedere il manichino annunciato [...]. D'altronde, in materia di aviazione, non si è forse abituati a tutte le prodezze, a tutte le sorprese?». Furono in molti a cercare di distogliere il sarto da questo infelice proposito, ma lui era sicuro dell'efficacia della sua tuta-paracadute:
A tentare di dissuaderlo vi era anche un aeronauta esperto di sicurezza, che era assai scettico su una serie di questioni tecniche che avrebbero compromesso la riuscita dell'esperimento. Reichelt, a queste pressanti contestazioni, rispose:
Non senza qualche difficoltà (l'accesso alla prima piattaforma della Torre venne inizialmente bloccato da una guardia, timorosa dell'imminente disastro), Reichelt alle otto di mattina salì le scale fino alla prima piattaforma, in compagnia di due amici e di un cineasta, impaziente di immortalare l'impresa. Nel frattempo, si diede ordine di delimitare sotto i quattro pilastri della struttura il sito deputato all'atterraggio.
Alle 8:22 Reichelt, rivolgendosi verso la Senna, salì su uno sgabello collocato su un tavolo dell'adiacente ristorante, a circa 57 metri sopra il livello del suolo. Dopo essersi presentato al pubblico con un raggiante «A presto!» (À bientôt!) e aver misurato la direzione del vento lanciando in aria un pezzetto di carta, esitò per circa quaranta secondi, per poi mettere un piede sul parapetto e finalmente lanciarsi; secondo Le Figaro, prima di gettarsi nel vuoto Reichelt era quieto, e stava addirittura sorridendo. Mentre precipitava, Reichelt fu avvolto quasi immediatamente dal paracadute che gli si attorcigliò attorno, per poi schiantarsi sul suolo ghiacciato ai piedi della torre Eiffel.
Le Figaro descrive molto intensamente il tragico evento:
Qualcuno si sporse, cercò di sentire il cuore. Era fermo. Il temerario inventore era morto. Allora la vittima, frantumata e disarticolata, venne sollevata; fu caricata su un autotaxi e il povero corpo fu trasportato a Laënnec.»
Secondo alcune fonti l'autopsia eseguita sul corpo avrebbe dimostrato che Reichelt era stato vittima di un arresto cardiaco durante la caduta e che sarebbe giunto al suolo già morto.

## Retaggio

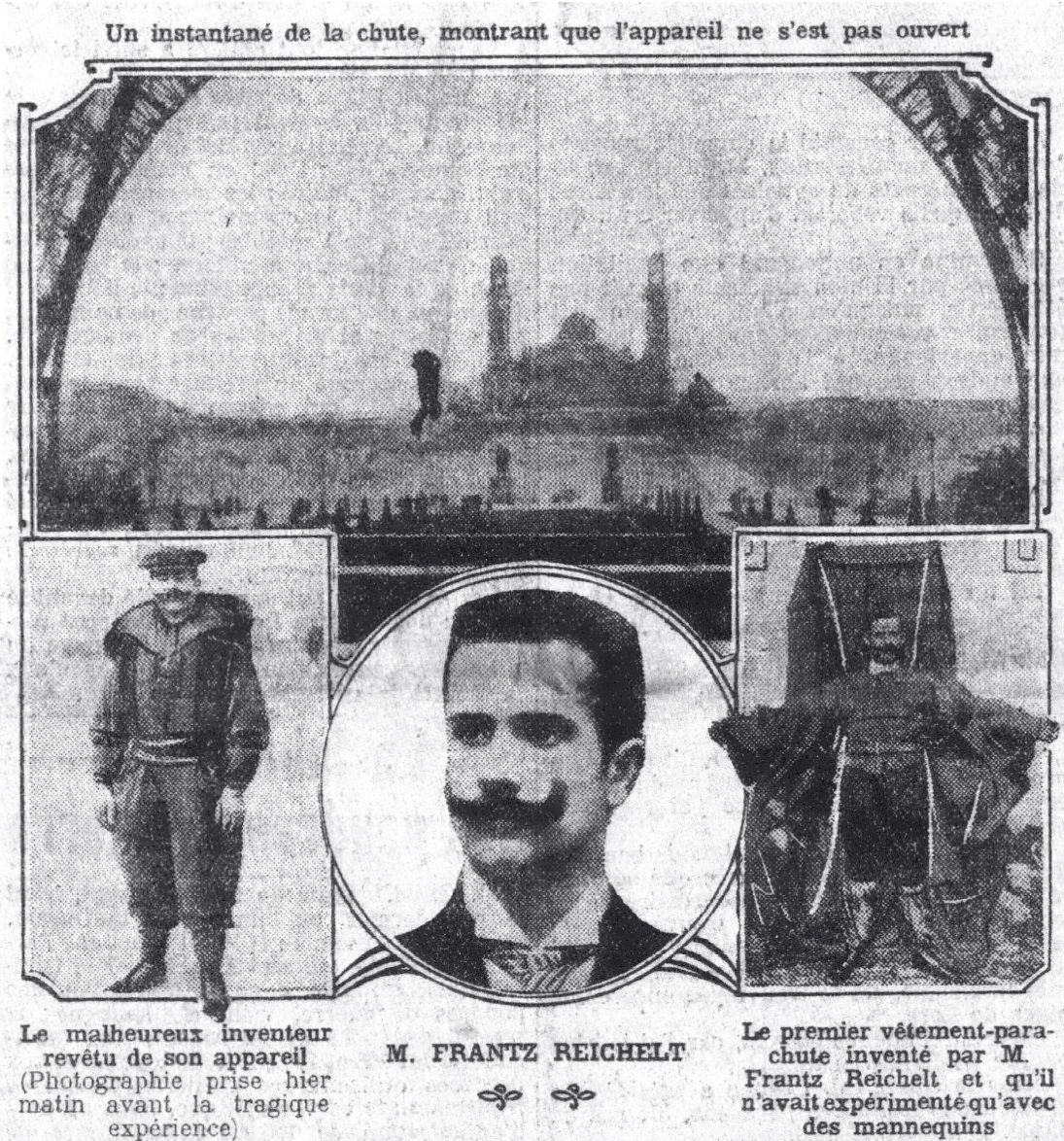
Prima pagina de Le Petit Parisien all'indomani della morte di Reichelt

All'indomani del salto di Reichelt, numerosissimi erano i giornali che parlavano della «tragica sperimentazione» (expérience tragique), con tanto di documentazione fotografica. Almeno quattro riviste, Le Petit Parisien, L'Humanité, Le Matin e La Croix, pubblicarono un articolo corredato con un'immagine della tragedia; sull'impresa venne addirittura realizzato un breve cortometraggio. Non vi furono sospetti di suicidio, e la stampa concordava unanimemente nell'attribuire le cause della tragedia all'incoscienza di Reichelt: ci fu addirittura chi lo definì un «genio pazzo».
Dopo la morte di Reichelt, inoltre, la parsimonia delle autorità parigine nella cessione di autorizzazione per eseguire esperimenti sulla Torre fu assoluta: M. Damblanc, che pure voleva collaudare ivi il proprio «paracadute-elicottero», non riuscì a ottenere alcun beneplacito. L'adozione di queste misure, in effetti, fu vincente, tanto che per il successivo lancio finito in tragedia bisognerà attendere il 2005, anno della morte di un uomo norvegese che si scagliò dal secondo piano della Torre per pubblicizzare un noto brand di vestiti.